# Volusio Proculo
Volusio Proculo (fl. I secolo) è stato un ammiraglio romano.
Comandante della flotta di Nerone della parte stanziata a Capo Miseno, vicino a Napoli (l'altra parte si trovava vicino a Ravenna), Volusio era anche il liberto che aveva partecipato all'uccisione di Agrippina, per ordine dell'imperatore e la sua condizione dimostra che Nerone assegnava alte cariche a uomini fidati, indipendentemente dall'estrazione sociale. Fu proprio Volusio che denunciò Epicari, la liberta implicata nella congiura pisoniana.